# Гринев (Львовская область)

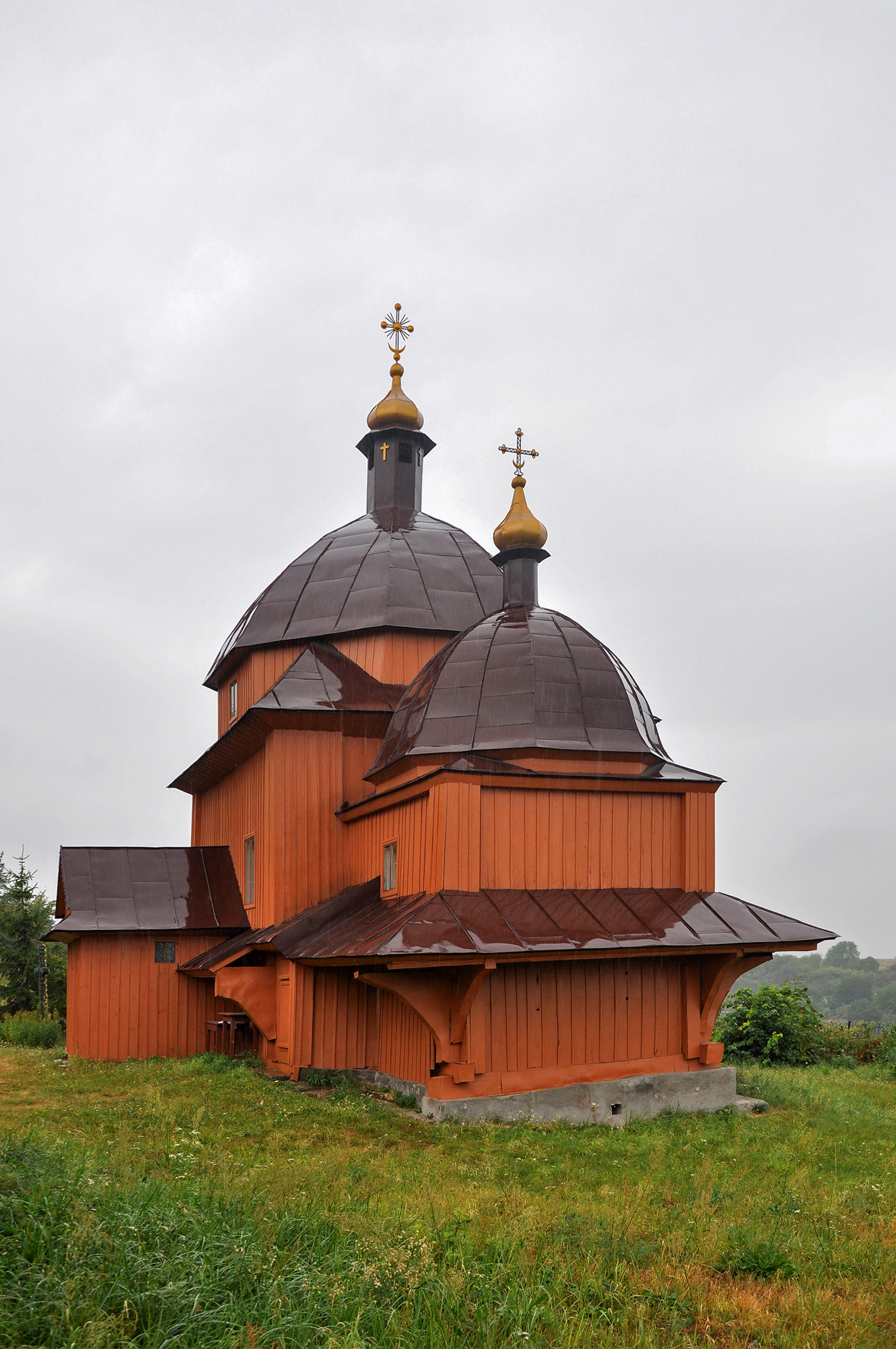
Деревянная церковь Св. Юрия с. Гринев

Гринев (укр. Гринів) — село в Давыдовской сельской общине Львовского района Львовской области Украины.
Между сёлами Гринев и Шпильчина, севернее города Бобрка берёт начало приток Луга (бассейн Днестра) река Боберка.
Население по переписи 2001 года составляло 399 человек. Занимает площадь 1,467 км². Почтовый индекс — 81156. Телефонный код — 3230.
В богатом погребении пшеворской культуры на могильнике в Гриневе на обкладке меча изображён всадник, который имеет округлый щит и копьё.